# Audi Q5
L'Audi Q5 è un'autovettura di tipo SUV compatto di Segmento D presentato in anteprima mondiale al salone dell'automobile di Pechino il 19 aprile 2008 e commercializzato dalla casa automobilistica tedesca Audi dallo stesso anno. 
Nel 2017 è entrata in produzione la seconda serie del modello.

## Prima generazione (2008-2017)

### Il corpo vettura
Quest'auto si va a piazzare in quel segmento di mercato finora occupato con grande successo dalla BMW X3, e dalla Mercedes-Benz GLK.
La lunghezza è di 4,63 metri, la larghezza di 1,88 metri, l'altezza di 1,65 metri. Il fondo vettura è parzialmente carenato, in maniera del tutto similare con quanto fatto da Audi anche con la A4. Questo particolare, insieme con un profondo studio aerodinamico, ha consentito di limitare il coefficiente di penetrazione aerodinamica a 0,33. Il passo è di 2,81 metri, il più lungo della categoria.

### Le tecnica
La Q5 è una vettura offerta a trazione integrale o dal 2012 anche con sola trazione anteriore, con motore anteriore longitudinale, sospensioni anteriori a quadrilatero alto ad asse sterzante virtuale in alluminio e posteriori multilink a 4 bracci sempre in alluminio.
È basata sulla piattaforma Audi MLB utilizzata dalla casa di Ingolstadt su una gamma di modelli che spaziano dall'Audi A4 B8 fino all'A8.
I motori disponibili sono quattro:
- 2.0 TFSI da 211 cavalli a benzina (turbocompresso a iniezione diretta) dotato di doppio contralbero di bilanciamento, fasatura variabile delle valvole sul lato aspirazione, sistema Audi Valvelift sul lato scarico, condotto di aspirazione in materiale plastico. Al momento tale unità viene accoppiata unicamente al nuovo cambio a doppia frizione S-tronic a 7 rapporti;
- 2.0 TDI da 170 cavalli con iniezione common rail (in luogo del precedente iniettore pompa) e le ormai consuete turbina a geometria variabile e fasatura a quattro valvole per cilindro. Tale propulsore è disponibile con cambio manuale o S-tronic;
- 3.0 V6 TDI da 240 cavalli, anch'esso Common Rail, abbinato al cambio S-tronic.[3]
- 2.0 TFSI turbo a iniezione diretta da 252 CV accoppiato a motore elettrico da 143 del tipo sincrono a magneti permanenti integrato, insieme a una frizione di separazione, nel cambio S-tronic a 7 rapporti. Si tratta di una soluzione ibrida plug-in.[4]

L'ESP intelligente, coadiuvato da un nuovo sistema di sensori, rileva se sul tetto dell'auto è stato montato il portapacchi e di conseguenza, adatta le proprie impostazioni tenendo conto della variazione di altezza del baricentro della vettura.

### Versioni speciali

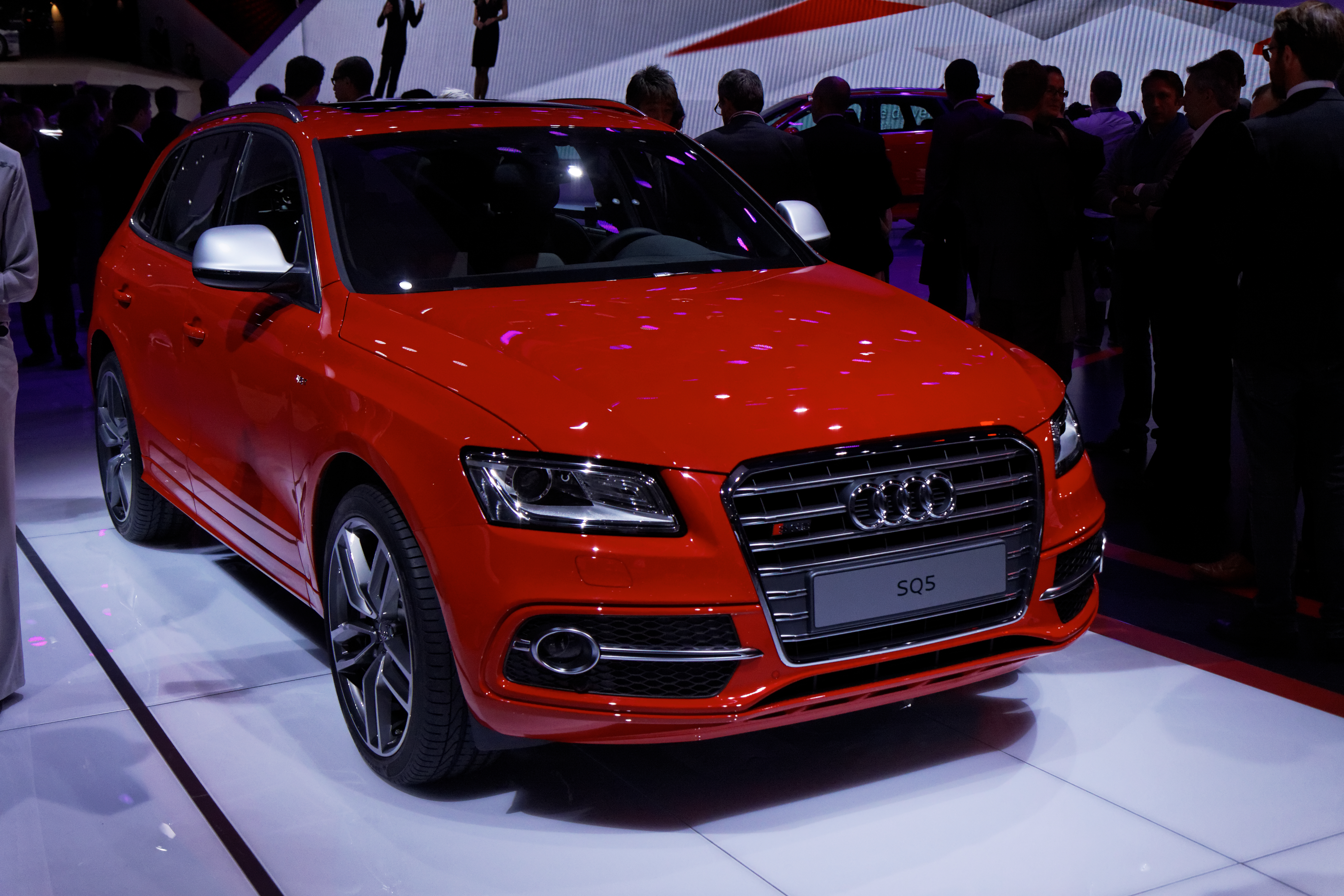
Un Audi SQ5 TDI al Salone di Parigi 2012

Della Q5 è stata realizzata nel 2012 anche una versione sportiva denominata SQ5. Il propulsore installato sul mezzo era un TDI 3.0 biturbo da 313 CV di potenza e 650 Nm di coppia. Esso era gestito da un cambio tiptronic a otto rapporti e permetteva alla vettura di accelerare da 0 a 100 km/h in 5,1 secondi, con una velocità massima di 249 km/h. Per migliorare la maneggevolezza erano state installate sospensioni sportive ribassate. Il corpo vettura è realizzato in acciaio ad alta resistenza. Gli interni sono stati realizzati con diversi componenti in pelle, la quale è stata applicata anche sui sedili sportivi.
Presso il salone automobilistico di Detroit del 2013 ne è stata presentata una versione a benzina. Il propulsore 3.0 TFSI V6 aveva una potenza incrementata a 354 CV e con coppia di 470 Nm. Ciò permetteva un'accelerazione da 0 a 100 km/h in 5,3 secondi, con velocità massima di 250 km/h. Il motore era gestito da un cambio tiptronic a otto rapporti abbinato a una trazione di tipo integrale. Lo sterzo era di tipo elettromeccanico per migliorare la stabilità della vettura. L'impianto luci era costituito da fari allo xeno e LED. Il vano di carico posteriore aveva una capacità di 1.560 litri.

### Motorizzazioni
| Modello                            | Disponibilità | Motore  | Cilindrata (cm³) | Potenza         | Coppia max (Nm) | Emissioni CO2 (g/km) | 0–100 km/h (secondi) | Velocità max (km/h) | Consumo medio (km/L) |
| 2.0 TFSI quattro                   | dal 2009      | Benzina | 1984             | 132 kW (180 CV) | 320             | 188                  | 8.5                  | 210                 | 11.9                 |
| 2.0 TFSI 211 CV quattro            | dall'esordio  | Benzina | 1984             | 155 kW (211 CV) | 350             | 188                  | 7.6                  | 222                 | 11.9                 |
| 2.0 TFSI 225 CV quattro Tiptronic  | dal 2012      | Benzina | 1984             | 165 kW (225 CV) | 350             | 184                  | 7.1                  | 222                 | 12.3                 |
| 3.0 V6 TFSI quattro Tiptronic      | dal 2012      | Benzina | 2995             | 200 kW (272 CV) | 400             | 199                  | 5.9                  | 234                 | 11.2                 |
| 3.2 V6 FSI quattro S Tronic        | dal 2009      | Benzina | 3197             | 199 kW (271 CV) | 330             | 218                  | 6.9                  | 234                 | 10.2                 |
| 2.0 TDI                            | dal 2009      | Diesel  | 1968             | 105 kW (143 CV) | 320             | 162                  | 11.4                 | 190                 | 15.8                 |
| 2.0 TDI 170 CV quattro             | dall'esordio  | Diesel  | 1968             | 125 kW (170 CV) | 350             | 163                  | 9.9                  | 204                 | 15.7                 |
| 2.0 TDI 177 CV quattro             | dal 2012      | Diesel  | 1968             | 130 kW (177 CV) | 380             | 157                  | 9.3                  | 204                 | 16.3                 |
| 3.0 V6 TDI quattro S Tronic        | dall'esordio  | Diesel  | 2967             | 176 kW (239 CV) | 500             | 199                  | 6.5                  | 225                 | 12.8                 |
| 3.0 V6 TDI 245 CV quattro S Tronic | dal 2012      | Diesel  | 2967             | 180 kW (245 CV) | 580             | 169                  | 6.5                  | 225                 | 15.3                 |
| SQ5 3.0 TDI quattro Tiptronic      | dal 2012      | Diesel  | 2967             | 230 kW (313 CV) | 650             | n.d                  | 5.1                  | 250                 | 13.9                 |
| 2.0 TFSI Hybrid quattro Tiptronic  | dal 2011      | Ibrido  | 1984             | 155 kW (211 CV) | 350             | 159                  | 7.1                  | 225                 | 14.5                 |
| 2.0 TDI quattro S tronic           | dal 2017      | Diesel  | 1968             | 140 kW (190 CV) | 400             | 147                  | 7.9                  | 218                 | 18,4                 |
| 2.0 TDI quattro S tronic           | dal 2017      | Diesel  | 1968             | 127 kW (163 CV) | 400             | 147                  | 8.7                  | 206                 | 18,4                 |
| 2.0 TFSI quattro S tronic          | dal 2017      | Benzina | 1984             | 190 kW (252 CV) | 390             | 147                  | 6.5                  | 239                 | 18,4                 |

## Seconda generazione (2017-)

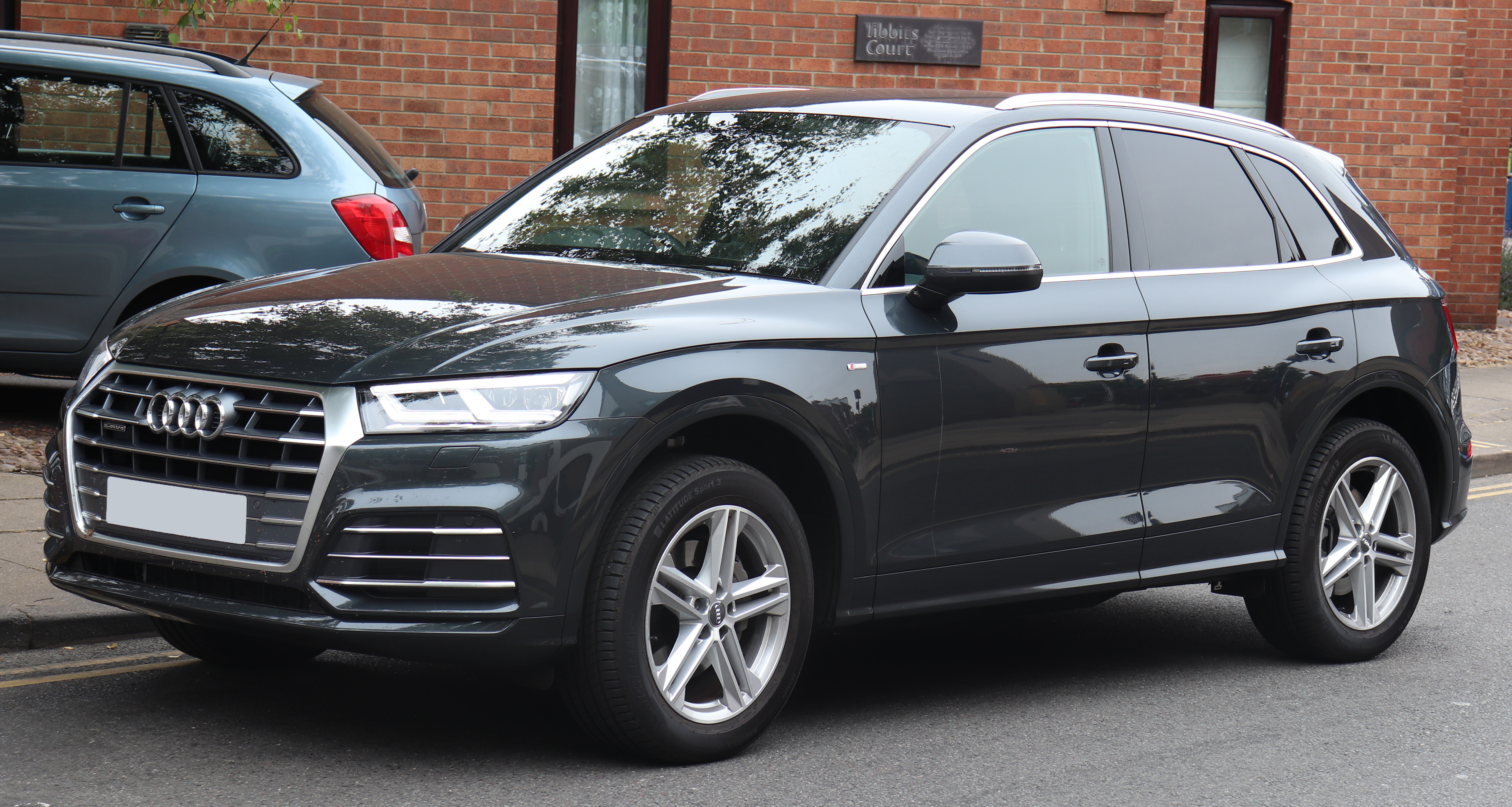
Audi Q5 (2 gen.)

La seconda generazione della Q5 è stata presentata al Salone dell'automobile di Parigi nel settembre 2016.

### Restyling 2021

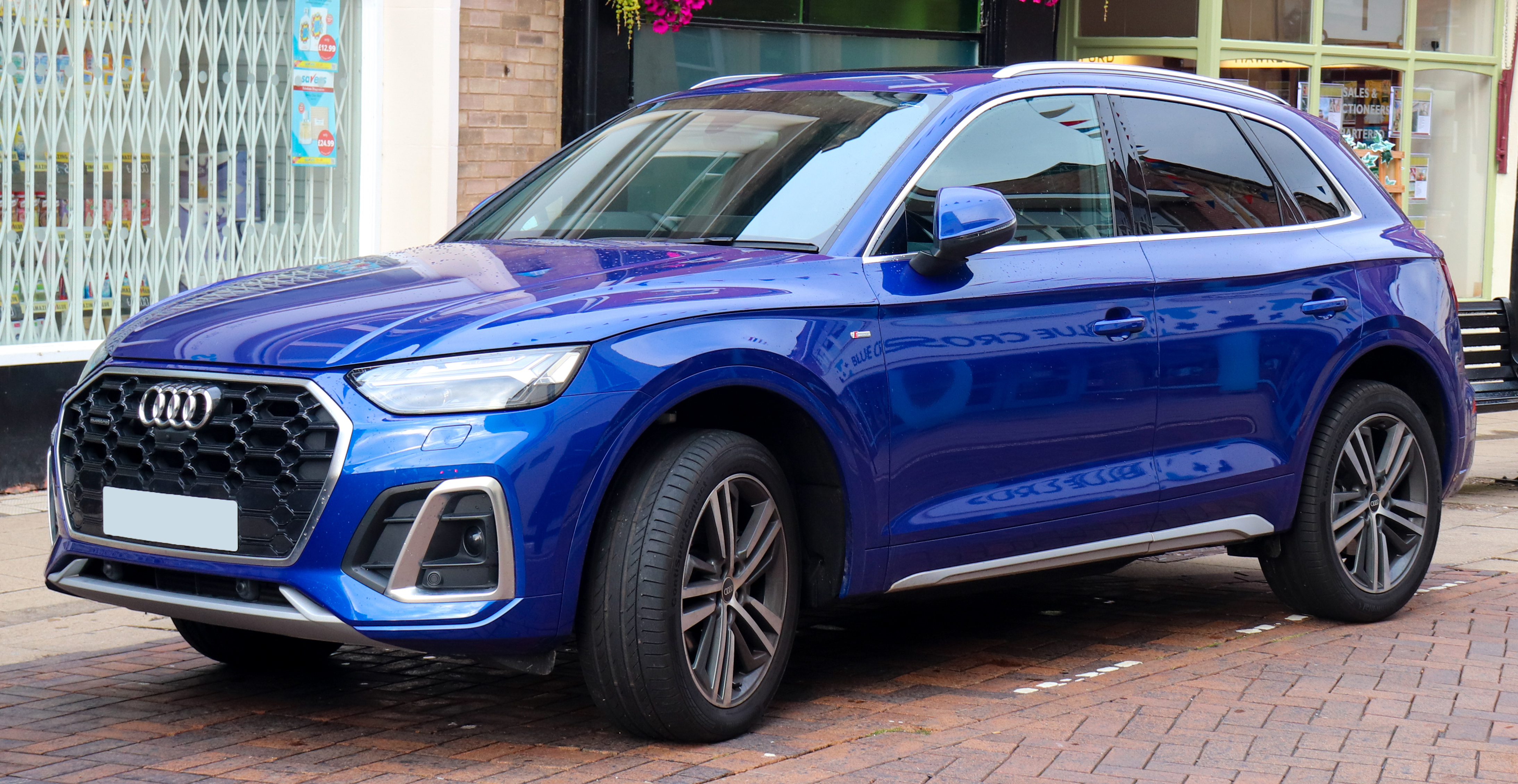
Restyling Q5 davanti

Il veicolo è stato ritoccato sia dentro che fuori. Davanti ci sono le nuove luci diurne, la griglia e le prese d'aria hanno dimensioni aumentate. All'interno, invece, troviamo il nuovo sistema tecnologico di infotainment di terza generazione. Inoltre, District Green e Ultra Blue sono i nuovi colori disponibili per le varianti PHEV e SQ5.
La Q5 è stata lanciata in India il 23 novembre 2021 offrendo due varianti: Premium Plus e Technology.